# ألان ولف
ألان ولف (بالإنجليزية: Alan Wolfe) هو عالم اجتماع وصحفي أمريكي، ولد في 1942.